# Antônio Nicolau Tolentino
Antônio Nicolau Tolentino (Niterói, 10 de setembro de 1810 — 3 de julho de 1888) foi um político brasileiro.
Foi 5º vice-presidente da província do Rio de Janeiro, nomeado por carta imperial de 30 de abril de 1856, tendo assumido a presidência por duas vezes, a primeira de forma interina, de 2 de maio a 7 de outubro de 1856 e a segunda de 29 de julho a 20 de outubro de 1858.